# Velociraptorinae
A Velociraptorinae a theropoda dinoszauruszok Dromaeosauridae családjának egyik alcsaládja. A velociraptorinák maradványait többnyire az északi félgömbön találták meg. A kora kréta korban főként a mai Egyesült Államok területén, a késő kréta korban pedig inkább a mai Kína, Mongólia és Románia területén éltek. A legkorábbi velociraptorina valószínűleg az Egyesült Királyságbeli Nuthetes és az észak-amerikai Deinonychus volt. Azonban számos átmeneti velociraptorinát is felfedeztek, melyek fosszíliái a késő jura kori kimmeridgei korszakból, a németországbeli Goslar közelében levő Langenberg kőfejtőből származnak.
2007-ben az őslénykutatók a Velociraptor mellső lábait tanulmányozva felfedezték, hogy a felületen apró, tollszár csomóként ismert kidudorodások láthatók. Ugyanez a jellegzetesség egyes madarak csontjain is megtalálható, és az erős másodlagos szárnytollak kapcsolódási pontját jelzi. Ez a lelet szolgált az első közvetlen bizonyítékkal arra, hogy a velociraptorinák az összes többi maniraptorához hasonlóan tollakkal rendelkeztek.
Míg a legtöbb velociraptorina kis termetű állat volt, lehetséges, hogy legalább egy faj a dromaeosaurinákéhoz hasonló óriási méreteket ért el. Ez az óriás névtelen velociraptorina jelenleg csak az angliai Wight-szigeten talált különálló fogak alapján ismert. A fogak az alakjuk és a recéik anatómiája alapján egy velociraptorinának tűnő, a dromaeosaurina Utahraptorhoz hasonló méretű állattól származnak.

## Osztályozás
Az alábbi kladogram Nicholas Longrich és Philip J. Currie 2009-es elemzése alapján készült.
|  | Velociraptor |
|  |              |
|  | Itemirus     |
|  |              |

|  | Adasaurus   |
|  |             |
|  | Tsaagan     |
|  |             |
|  | Linheraptor |
|  |             |

|  | Velociraptor |
|  |              |
|  | Itemirus     |
|  |              |

|  | Adasaurus   |
|  |             |
|  | Tsaagan     |
|  |             |
|  | Linheraptor |
|  |             |

## Fordítás
Ez a szócikk részben vagy egészben a Velociraptorina című angol Wikipédia-szócikk ezen változatának fordításán alapul.  Az eredeti cikk szerkesztőit annak laptörténete sorolja fel. Ez a jelzés csupán a megfogalmazás eredetét és a szerzői jogokat jelzi, nem szolgál a cikkben szereplő információk forrásmegjelöléseként.